# Formiga (ort)
Formiga är en ort i Brasilien.   Den ligger i kommunen Formiga och delstaten Minas Gerais, i den sydöstra delen av landet, 600 km sydost om huvudstaden Brasília. Formiga ligger 841 meter över havet och antalet invånare är 56 404.
Terrängen runt Formiga är lite kuperad. Det finns inga andra samhällen i närheten.
Omgivningarna runt Formiga är huvudsakligen savann. Runt Formiga är det glesbefolkat, med 11 invånare per kvadratkilometer.